# Włodzimierz Miksa
Włodzimierz Janusz Miksa (Łódź, 27 gennaio 1914 – Londra, 20 agosto 1999) è stato un militare e aviatore polacco, che fu un pilota da caccia durante il corso della seconda guerra mondiale e asso dell'aviazione con 3 vittorie.  Insignito della Croce di Cavaliere dell'Ordine Virtuti militari.

## Biografia

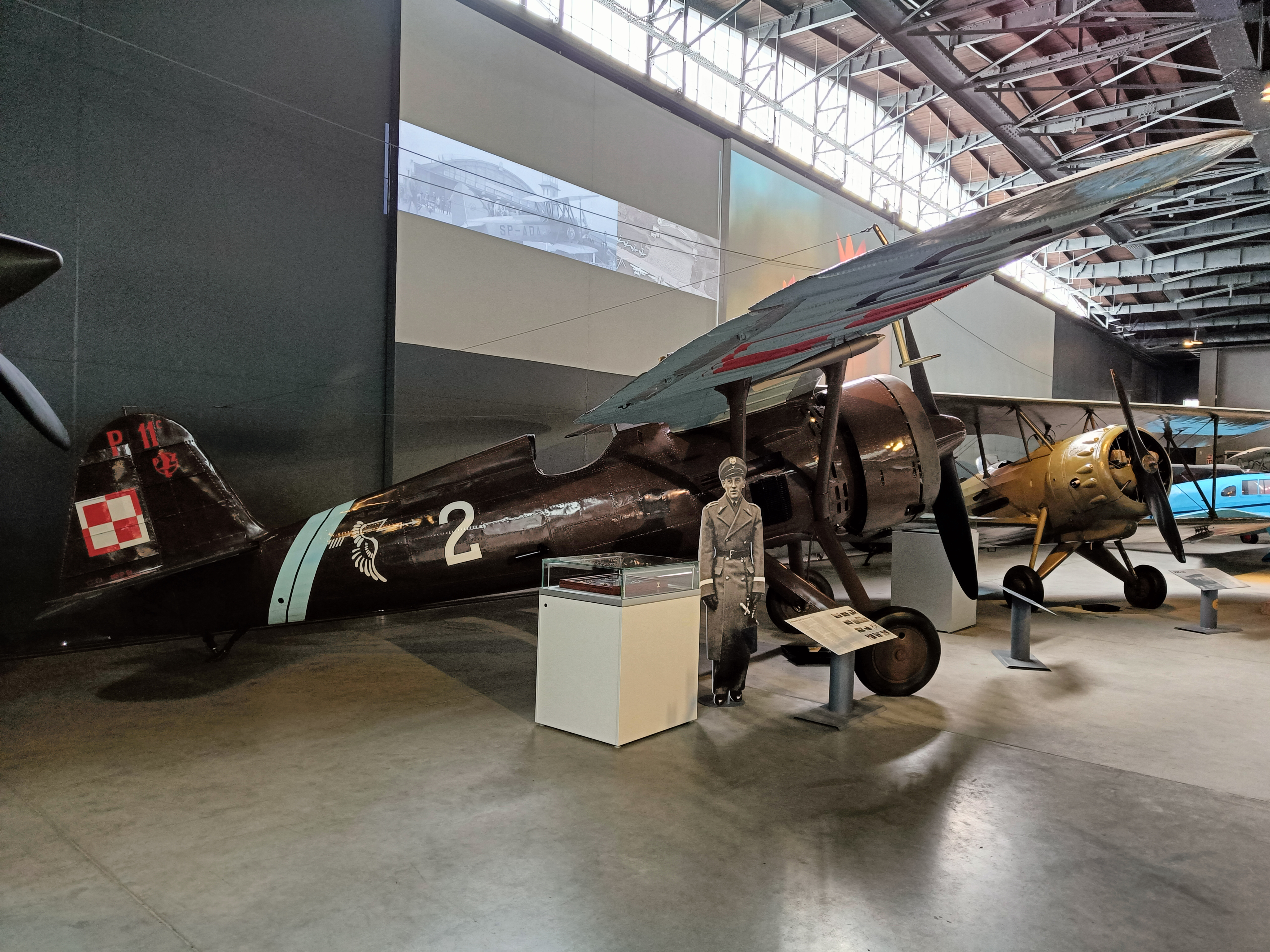
Un caccia PZL P.11c esposto presso il Muzeum Lotnictwa Polskiego di Cracovia.

Nacque a Łódź, allora parte integrante dell'Impero russo, il 26 settembre 1915. Studiò a Varsavia e successivamente si arruolò nell'aeronautica militare nel 1936, frequentando l'Air Force College e venendo poi selezionato per l'addestramento come pilota da caccia.
Nel giugno 1939 fu assegnato alla 114 Eskadra Myśliwska equipaggiata con i caccia PZL P.11c. Dopo lo scoppio della seconda guerra mondiale, il 1 settembre 1939, operò per tutta la campagna di settembre.
Il 6 settembre distrusse due bombardieri Heinkel He 111, partecipò alla distruzione di un altro, e ne danneggio un altro. L'11 settembre, pochi giorni prima della caduta di Varsavia, ricevette dal comandante in capo dell'aeronautica militare polacca l'incarico di effettuare un'ultima missione di ricognizione nel settore meridionale che fornì le prove cruciali per supportare la decisione di evacuare l'aeronautica militare polacca in Romania e poi in Francia. 
Arrivato in territorio francese venne mandato alla Scuola di volo sull'aeroporto di Lione-Bron per addestrarsi all'utilizzo dei caccia Morane-Saulnier MS 406, che poi pilotò in combattimento una volta iniziata la battaglia di Francia. Dopo la firma dell'armistizio di Compiègne fuggì in Inghilterra, arrivandovi il 16 luglio 1940. Arruolato nella Royal Air Force (matricola P-0286) fu assegnato alla No.5 Operational Training Unit ad Aston Down il 25 settembre per completare l'addestramento all'utilizzo dei caccia Hawker Hurricane e poi fu assegnato al No.303 Polish Fighter Squadron a Leconfield il 23 ottobre, prestando servizio con esso nell'ultimo mese della battaglia d'Inghilterra.
Era conosciuto con il nomignolo di "Wlodek" dai suoi colleghi di squadron. Si trasferì poi al No.315 Polish Fighter Squadron (City of Deblin) ad Acklington all'atto della sua costituzione, avvenuta il 21 gennaio 1941. Il 21 ottobre distrusse un caccia Messerschmitt Bf 109, ne reclamò un altro che gli fu riconosciuto come probabile e ne danneggiò un terzo il 21 ottobre. Gli fu conferito la Croce al valore (pubblicato sulla London Gazette il 20 gennaio 1942) e fu nominato Flight Commander il 20 giugno 1942.
Assegnato poi alla No.58 OTU a Grangemouth come istruttore il 5 aprile 1943 e gli fu conferita una prima Bar sulla Croce al valore pubblicata il 12 maggio 1943, e una seconda Bar, pubblicata il 7 luglio 1943. Dopo essere andato al No.61 OTU a Rednal il 14 ottobre 1943, si unì al No.302 Polish Fighter Squadron a Northolt il 18 dello stesso mese. Il 1° gennaio 1944 assunse il comando del No.317 Polish Fighter Squadron, sempre a Northolt, e il 25 agosto fu trasferito con compiti di collegamento presso il quartier generale del No.12 Group.
Insignito del Croce d'argento dell'Ordine Virtuti militari il 7 settembre 1944, fu trasferito in servizio operativo  presso il quartier generale del Fighter Command il 15 maggio 1945. Gli fu conferita la Distinguished Flying Cross  il 26 maggio 1945. Fu congedato dall'aeronautica militare polacca nel febbraio 1946 e gli fu conferita una terza Bar alla Croce al (pubblicata sulla London Gazzette il 31 ottobre 1947).
Stabilitosi in Inghilterra, nel 1945 sposò Angela Pilkington, la figlia più giovane di Geoffrey Pilkington, allora presidente della vetreria Pilkington Brothers: il loro nome da sposati era Pilkington-Miksa ed ebbero cinque figli.
Rifiutando l'opportunità di rimanere nella Royal Air Force del dopoguerra, si dedicò al settore dei tessuti rivestiti in PVC e fondò un'azienda che impiegava in gran parte altri polacchi in esilio. L'azienda ebbe molto successo e, sebbene vendette la sua quota nel 1985, rimase attivamente coinvolto in varie iniziative imprenditoriali fino a poco prima della sua morte. Il suo matrimonio con Angela fu sciolto nel 1970, due anni dopo sposò Anna Krawczyk, e da loro ebbe un figlio e una figlia. Si spense a Londra il 20 agosto 1999.

### Annotazioni
1. ↑  Alla Brygada Pościgowa fu ordinato di effettuare una ricognizione nella zona di confine nella zona di Buczacz in relazione ad informazioni non confermate sull'ingresso dei sovietici in Polonia. Due piloti della 113 Eskadra Myśliwska, i sottotenenti Stanisław Zatorski e Włodzimierz Miksa furono inviati in ricognizione. Zatorski fu incaricato della ricognizione della sezione settentrionale del confine con l'Unione Sovietica, mentre il  Włodzimierz Miksa fu responsabile della penetrazione nella sezione meridionale.

### Fonti
1. ↑  Listakrzystka.
2. ↑  (PL) "Lista Bajana", su polishairforce.pl.
3. 1 2 3 4 5  Traces of War.
4. 1 2 3 4 5 6 7 8 9 10 11 12 13 14 15 16 17  All Spitfire Pilots.
5. 1 2 3 4 5 6 7 8 9 10 11 12 13 14 15 16 17 18 19 20 21 22 23  The Battle of Britain.